# La Gerusalemme liberata (film 1957)
La Gerusalemme liberata è un film del 1957, diretto da Carlo Ludovico Bragaglia, tratto dall'omonimo poema epico di Torquato Tasso.
Si tratta dell'ultimo film riguardo all'opera, dopo i primi adattamenti cinematografici di Enrico Guazzoni realizzati nell'epoca del cinema muto.

## Trama
La vicenda è ambientata in pieno Medioevo al tempo in cui i Papi lanciavano verso Oriente schiere di eserciti contro gli infedeli musulmani: le crociate. La storia narra della guerra definitiva contro la città di Gerusalemme in Terra santa per liberare il Santo Sepolcro dalle mani dei nemici. Il protagonista è un cavaliere cristiano, Tancredi, che mentre cavalca alla volta di Gerusalemme incontra una guerriera musulmana, Clorinda, di cui si innamora. Clorinda, pur ricambiando l'amore del crociato, è votata alla difesa della città contro i cristiani. Così i due si separano, ognuno fedele alla propria missione. Nel campo cristiano, i dissensi dividono le varie schiere, tanto da favorire i musulmani che inviano una bellissima emissaria, Armida, che riesce a dividere ancora di più i capi avversari. Per amor suo, il paladino Rinaldo abbandona il campo. Argante, capo musulmano e rivale in amore di Tancredi, scende a duello con il cristiano, ma lo scontro si conclude con un verdetto di parità. Il guerriero musulmano è particolarmente forte e vince sempre le battaglie contro i cristiani perché ha alla sua corte la strega Armida, capace, grazie ad un suo patto con Satana, di prevedere il futuro. Nel frattempo il capo degli assedianti, Goffredo di Buglione, decide per un attacco generale alle mura di Gerusalemme. I difensori della città tentano una sortita e Tancredi ingaggia un duello con un cavaliere saraceno. Quando questi cade ferito mortalmente, scopre che si tratta di Clorinda che, in punto di morte, chiede di essere battezzata. Sopraggiunge Argante che inizia un nuovo duello con il rivale, ma ben presto ha la peggio e muore pure lui per mano di Tancredi. Rinaldo è riuscito a sciogliersi dai lacci amorosi e magici di Armida: torna in mezzo alle sue schiere a rincuorare gli attaccanti: sarà il primo a mettere piede sulle mura conquistate di Gerusalemme.

## L'opera originale

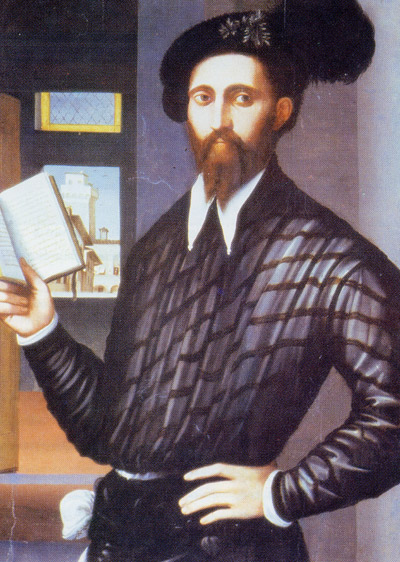
Ritratto di Torquato Tasso con la sua opera La Gerusalemme liberata

Lo scrittore Torquato Tasso volle nella sua opera esaltare e celebrare il potere di Dio e della religione cattolica, inscenando nella trama una nuova versione degli scontri dei secoli precedenti al XVI tra Cristiani e Musulmani in Terra santa. Il finale prevedeva la vittoria dei cattolici, tuttavia Tasso fa numerosi riferimenti agli aspetti del cattolicesimo e delle istituzioni clericali nel poema, come il trapianto di un vessillo cristiano all'interno di Gerusalemme, dopo che è stata liberata dalla presenza infedele e con essa il Santo Sepolcro di Gesù Cristo; oppure anche la presenza di demoni e diavoli che compromettono gli esiti della battaglia. In particolare la donna nemica e cioè musulmana viene nuovamente demonizzata e ritenuta come una strega e nell'opera vi è l'esempio della maga Armida che, prevedendo il futuro grazie a Satana, riesce a far vincere spesso in combattimento il sovrano musulmano Argante.